# Tell Vilmos (opera)
A Tell Vilmos (franciául: Guillaume Tell) Gioachino Rossini négyfelvonásos operája. Szövegkönyvét Etienne de Jouy és Hippolyte Bis írták Schiller Wilhelm Tell című drámája alapján. Ősbemutatójára 1829. augusztus 3-án került sor a párizsi operaházban. Ez Rossini utolsó operája. Hossza (több mint négy óra zene) valamint különleges követelményei (számos magas hang éneklése) miatt ritkán adják elő. Az opera nyitánya világhírű, gyakran felcsendül filmekben, rajzfilmekben. A nyitány az opera motívumait idézi fel, négy részből áll: békés bevezető dallam, majd egy vihar ábrázolása, az angolkürtre írt pásztordallam és befejezésképpen a csatába vágtató lovak dobogása, mely egyben a nyitány csúcspontja is. Magyarországon 1830-ban mutatta be a Fáji Hangművészeti Társaság, majd 1858-ban a Pesti Nemzeti Színház.

## Szereplők
| Szereplő                                                                       | Hangfekvés   |
| ------------------------------------------------------------------------------ | ------------ |
| Tell Vilmos, svájci összeesküvő                                                | bariton      |
| Melchtal Arnold, svájci összeesküvő                                            | tenor        |
| Fürst Walter, svájci összeesküvő                                               | tenor        |
| Melchtal, Arnold apja                                                          | basszus      |
| Jemmy, Tell fia                                                                | szoprán      |
| Gessler, Schwyz és Uri kantonok császári helytartója                           | basszus      |
| Rudolf, Gessler íjászainak vezére                                              | tenor        |
| Ruodi, halász                                                                  | tenor        |
| Leuthold, pásztor                                                              | basszus      |
| Mathilde, Habsburg hercegnő                                                    | szoprán      |
| Hevig, Tell felesége                                                           | mezzoszoprán |
| Vadász                                                                         | basszus      |
| Udvarhölgyek és urak, heroldok, apródok, katonák, őrök, vadászok, földművesek. |              |

## Cselekmény
Helyszín: Svájc
Idő: 14. század

### Első felvonás
Egy kis svájci faluban lakodalmat tartanak, melyet az idegen, Habsburg uralkodó önkényeskedése árnyékol be. Tell Vilmos megpróbálja meggyőzni Melchtal Arnoldot, hogy csatlakozzon a szabadságharchoz, de az ifjú szerelmes Mathilde, Habsburg hercegnőbe és ezért igyekszik az idegen hatalmasságok kedvében járni. Leuthold a pásztor önvédelemből megölt egy osztrák katonát ezért menekülni kényszerül. A halász vonakodik átvinni őt viharban a folyó túloldalára és végül Tell evez át vele. Gessler katonáinak senki sem árulja el Leuthold megmentőjének a nevét ezért bosszúból elhurcolják Melchtal apját.

### Második felvonás
Mathilde hercegnő unja az udvari életet és nagyon vonzza a természet. Arnold és a hercegnő szerelmet esküsznek egymásnak, ám amikor az ifjú értesül apjának sorsáról (Gessler parancsára kivégezték), maga is beáll a szabadságharcosok sorába. Uri, Schwyz és Unterwalden kantonok vezetői megesküsznek, hogy együttes erővel szembeszállnak a zsarnokokkal.

### Harmadik felvonás
Gessler népünnepélyt rendez és megparancsolja a helybelieknek, hogy hajoljanak meg póznára akasztott kalapja előtt. Tell megtagadja a parancsot és ezért Gessler arra kényszeríti, hogy számszeríjával lelőjön egy almát fiának a fejéről. Tellnek sikerül a lövés. Ugyanakkor kijelenti, hogy ha fia meghalt volna, második nyila Gesslerrel végzett volna. Tell Vilmost ezért a kijelentéséért elfogják és halálra ítélik.

### Negyedik felvonás

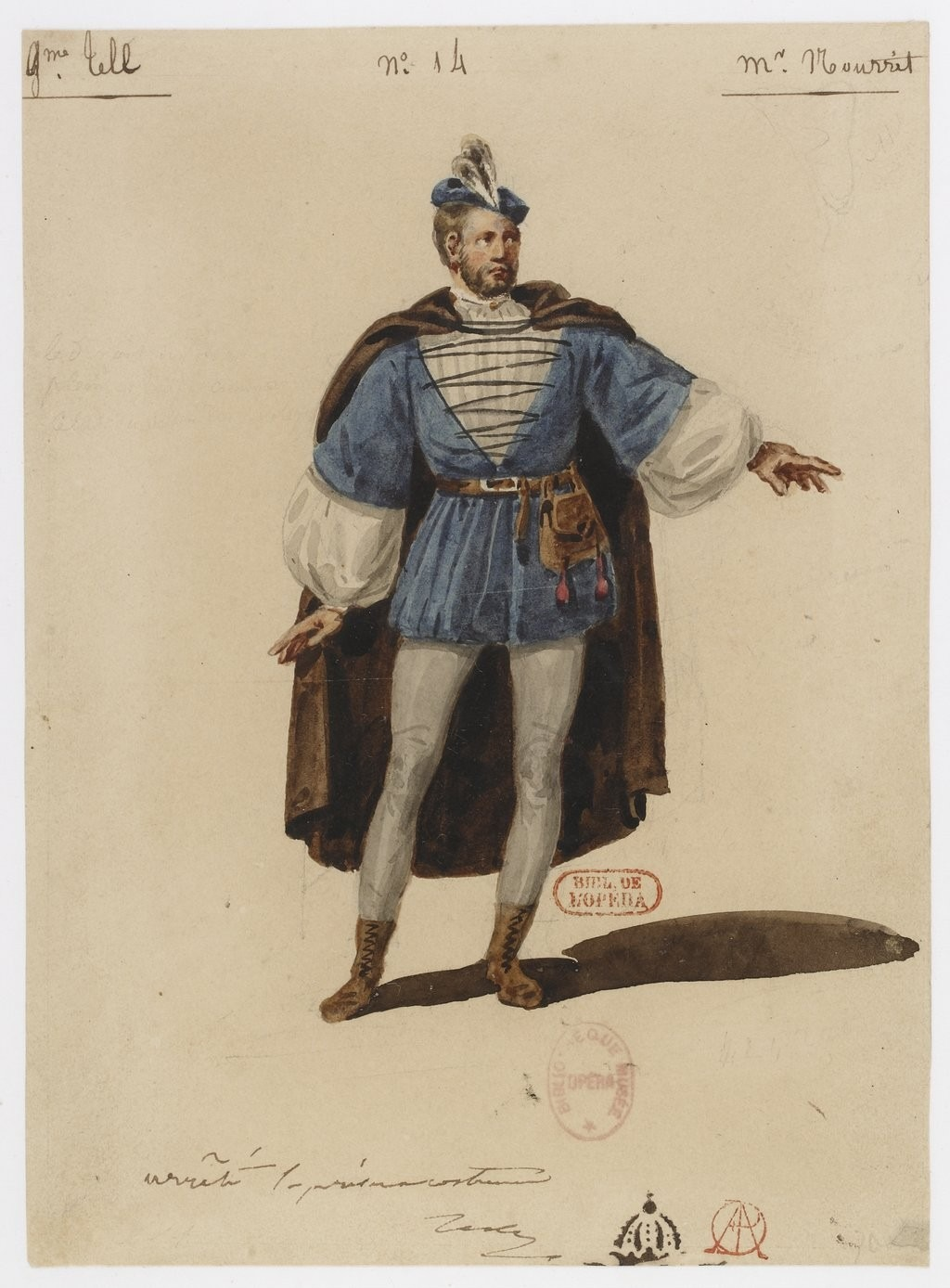
Hippolyte Lecomte : Tell Vilmos (1829)

Gessler és emberei a fogoly Tell Vilmossal a Vierwaldsätti-tavon hajóznak, amikor vihar támad. A bárkát egyedül Tell tudja kormányozni. Saját háza felé irányítja a hajót, kiugrik a partra, visszalöki a bárkát, majd számszeríjának egyetlen nyilával végez Gesslerrel. Mindenfelé fellobbannak a lelkesedés tűzjelei és a svájciak diadalbiztosan háborúba indulnak.

## Híres részletek
- Nyitány (népszerű hangversenydarab)
- Accours dans ma nacelle timide jouvencelle - a halász románca (első felvonás)
- Où vas-tu? Quel transport t'agite - Arnold és Tell kettőse (első felvonás)
- Hymeneé ta journée luit pour nous - Nászkar (első felvonás)
- Sombre forêt, désert triste et sauvage - Matild áriája (második felvonás)
- Oui, vous l'arrachez a mon âme - Tell áriája (harmadik felvonás)
- Sois immobile et vers la terre - Tell áriája (harmadik felvonás)
- Asile héréditaire, oùs mes yeux s'ouvrient au jour - Arnold áriája (negyedik felvonás)

## Diszkográfia
Montserrat Caballé (Matild), Gabriel Bacquier (Tell), Nicolai Gedda (Arnold), Kováts Kolos (Walter), Louis Hendrikx (Gessler) stb.; Ambrosian Operakórus, Royal Filharmonikus Zenekar, vez.: Lamberto Gardelli (1972) EMI 7 69951 2 [a francia változat etalonfelvétele]

## Külső hivatkozások
- Francia librettó
- Olasz librettó